# 톰 프라이스 (배우)
톰 프라이스(Tom Price, 1980년 7월 12일 ~ )는 웨일스의 배우이다.

## 출연 작품
- 토치우드 시즌3 (2009)